# Гурмит Рам Рахим Сингх
Гурми́т Рам Рахи́м Сингх (хинди गुरमीत राम रहीम सिंह इन्साँ; род. 15 августа 1967) — индийский гуру, лидер (с 23 сентября 1990 года) духовной общины Дера сача сауда, музыкальный продюсер, актёр, режиссёр, общественный деятель. Известен своим политическим влиянием. The Indian Express разместил Сингха на 96-м месте в списке из 100 самых влиятельных индийцев 2015 года. Сингх также участвовал в диспутах. Главные сикхские лидеры обвинили его в оскорблении их веры.
25 августа 2017 года специальным судом Центрального бюро расследований осуждён за изнасилование.

## Биография
Гурмит Рам Рахим Сингх родился в августе 1967 года в семье джатских сикхов в Раджастане. В возрасте 7 лет он был посвящён в секту «Дера сача сауда» своим предшественником Шахом Сатнам Сингхом. Окончил начальную школу в своей деревне Шри Гурусар Модиа. 23 сентября 1990 года Шах Сатнам провёл сатсанг, где публично поддержал святость и преемственность духовного руководства «Дера сача сауда» Гурметом Рамом Рахимом.

## Проблемы с законом
Обвинялся в организации массовых кастраций, долгое время замалчиваемых, однако своё причастие к этому отрицал.
В августе 2017 года в городе Панчкула (штат Харьяна) на севере Индии, специальным судом Центрального бюро расследований был признан виновным в изнасиловании судом, в результате чего возникли протесты десятков тысяч его сторонников, вылившиеся в их столкновения с полицией и армией, в ходе которых погибло более 30 человек.
В январе 2019 года был осуждён за убийство журналиста ежедневной вечерней газеты Poora Sach, застреленного в 2002 году после публикации им критических статей про «Дера сача сауда».

## Личная жизнь
Женат на Харджит Каур, имеет трех дочерей и сына. Все они носят фамилию Инсан. Сын Джасмит женат на дочери Хамдиндера Сингха Джасси, лидера Конгресса Пенджаба. Его приемная дочь Ханиприт Инсан — киноактриса и режиссер.